# Toda Aznárez de Pamplona

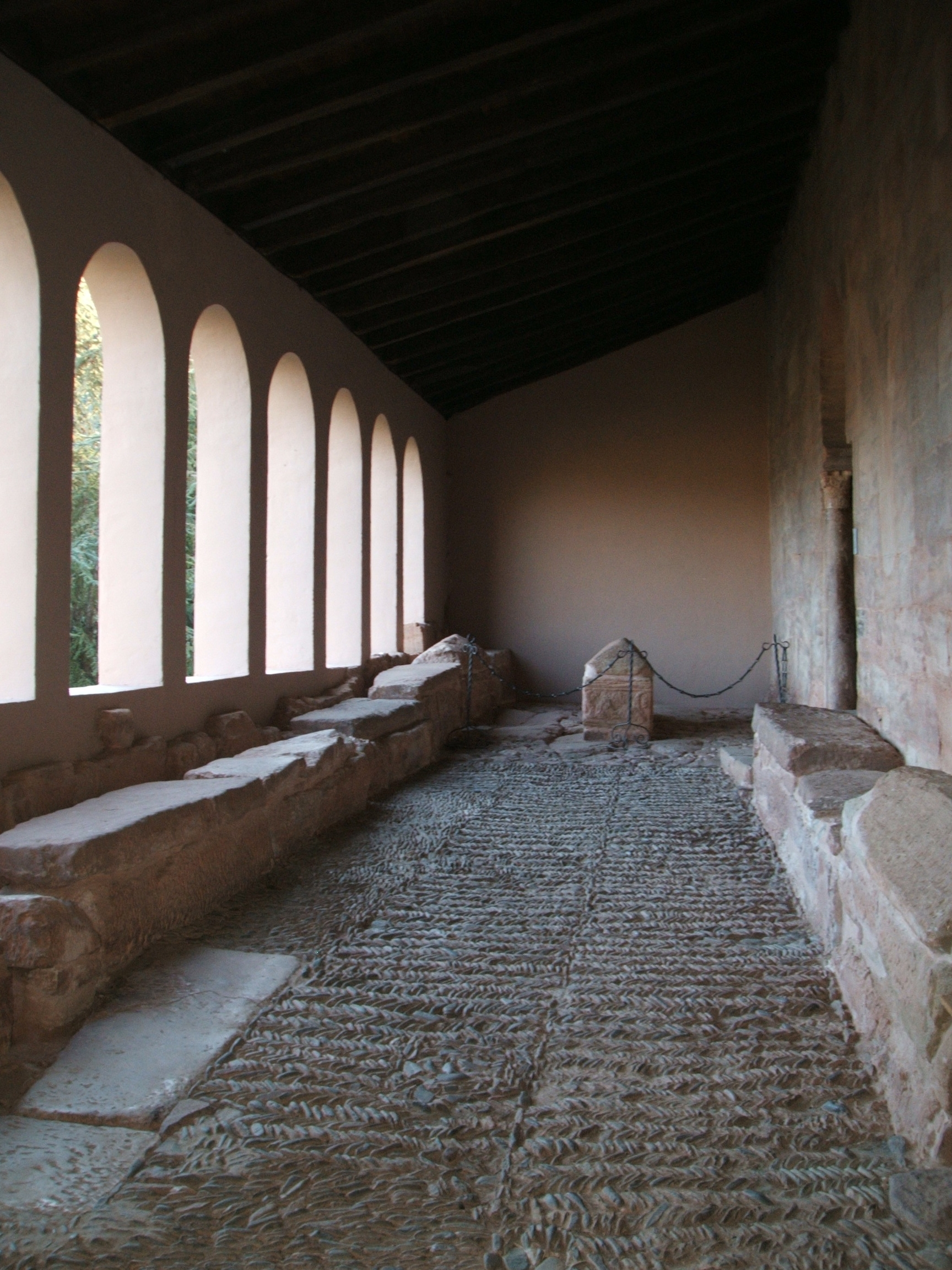
Atrio del Monasterio de Suso. A la derecha las tumbas de las tres reinas de Navarra (Toda, Ximena y Elvira) y a la izquierda las de los Siete infantes de Lara.

Toda Aznárez de Pamplona (2 de enero de 876-15 de octubre de 958) fue reina de Pamplona por su matrimonio con Sancho Garcés I de Pamplona. Era hija del conde Aznar Sánchez de Larraún y Onneca Fortúnez, que eran primos hermanos, hermana de Sancha Aznárez, casada con Jimeno Garcés y nieta de Fortún Garcés, rey de Pamplona.

## Biografía
Tía carnal de Abderramán III, cuando el mismo monarca dirigía una aceifa en el 934 que tomaba rumbo al reino de Pamplona, invocó sus lazos de parentesco para que el califa le concediera la paz y se alejara de su reino. Abderramán, en respuesta, impuso que la reina Toda se presentara en el campamento musulmán como prueba de buenos propósitos. Toda se presentó con su séquito en Calahorra, donde estaba instalado el califa, que la recibió con altos honores. En Calahorra la reina rindió vasallaje a Abderramán III y selló un tratado de no agresión y de colaboración con el califa, que invistió al hijo de Toda, García Sánchez I de Pamplona, como rey de Pamplona y sus distritos. Después de este tratado entre Toda y el califa, las tropas musulmanas atravesaron el ahora aliado reino de Pamplona y marcharon contra el reino de León donde asolaron Álava y Castilla.
Una breve noticia del año 956 de un monje del monasterio de Saint Gall en los Alpes suizos, al describir el descalabro musulmán del año 939 en la batalla de Simancas y la posterior jornada de Alhándega, atribuye la victoria a la reina Toda:

Un eclipse de sol se produjo alrededor de la hora tercia del día 19 de julio, en el año cuarto del rey Otón, viernes, luna 29. El mismo día, en la región de Galicia, un ejército innumerable de sarracenos fue casi aniquilado, menos su rey y 49 guerreros suyos, por cierta reina llamada Toda.

Su nieto Sancho I de León, apodado «el Craso» o «el gordo», hijo de su hija Urraca, no era del agrado de los nobles leoneses y castellanos. Estos, encabezados por el conde Fernán González, lo destronaron y nombraron rey a Ordoño IV. La reina Toda ayudó a Sancho a pactar con el califa Abderramán III, su sobrino —nieto de su madre Onneca—, para recuperar el trono. Para ello le acompañó a Córdoba y solicitó a Abedarramán III que lo pusiera a dieta. El médico personal del califa, Hasday ibn Saprut, le hizo beber infusiones durante cuarenta días para lograr el cometido. Tras el tratamiento, los ejércitos conjuntos del califa, Toda y Sancho atacaron el reino de León y consiguieron deponer a Ordoño.

## Descendencia

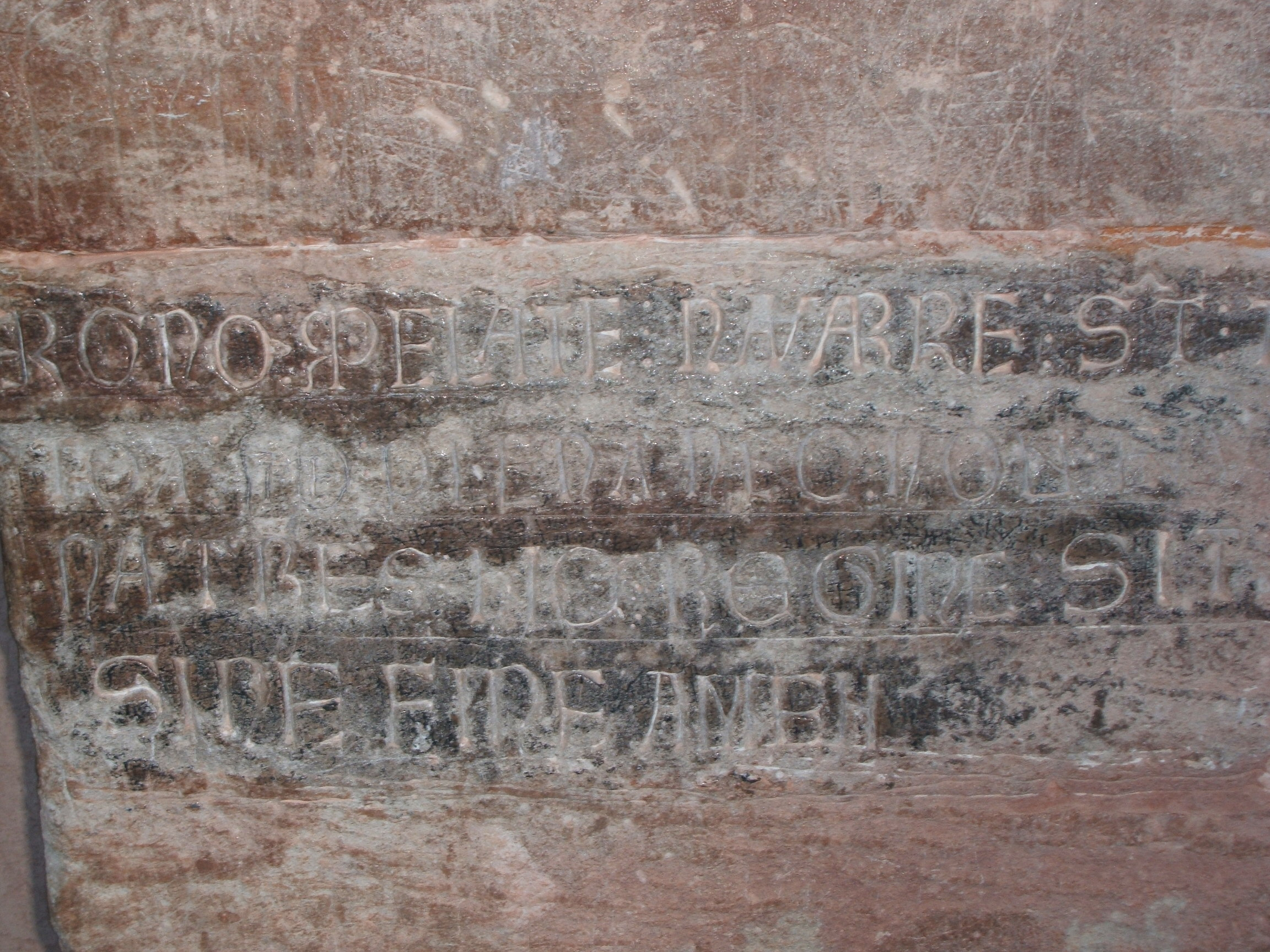
Inscripción junto al sepulcro de la reina Toda.

De su matrimonio con el rey Sancho, nacieron un hijo y cinco hijas. La red de alianzas matrimoniales propiciada por Toda amplió la influencia del reino pamplonés, notablemente en el reino de León. Sus hijos fueron:  
- Urraca de Pamplona, casada con Ramiro II de León.
- Onneca Sánchez de Pamplona, casada con Alfonso IV de León.
- Sancha de Pamplona, casada en primeras nupcias con Ordoño II de León,[9] en segundas con el conde alavés Álvaro Herraméliz[10] y en terceras entre 932 y 935 con Fernán González, conde de Castilla.[11]
- García, rey de Pamplona, casado con Andregoto Galíndez y con Teresa Ramírez.
- Velasquita (Belasquita) de Pamplona, casada en primeras nupcias con el conde Munio Vélaz, en segundas con Galindo de Ribagorza y en terceras con Fortún Galíndez.
- Orbita de Pamplona, probablemente casada con al-Tawil, gobernador de Huesca. Pudo ser hija póstuma, como hace suponer el significado de su nombre, «la huérfana».

El sepulcro de la reina Toda, sarcófago de muy sencilla compostura, se encuentra en el atrio del monasterio de Suso, monasterio que en la época pertenecía al Reino de Pamplona. Desde el año 2001 tiene una calle con su nombre en el barrio pamplonés de la Rochapea.